# Монмут (Орегон)
Монмут (енгл. Monmouth) град је у америчкој савезној држави Орегон.

## Демографија
По попису из 2010. године број становника је 9.534, што је 1.793 (23,2%) становника више него 2000. године.
| Група             | 2000.         | 2010.         |
| Белци             | 6.426 (83,0%) | 7.390 (77,5%) |
| Афроамериканци    | 71 (0,9%)     | 109 (1,1%)    |
| Азијати           | 158 (2,0%)    | 313 (3,3%)    |
| Хиспаноамериканци | 753 (9,7%)    | 1.280 (13,4%) |
| Укупно            | 7.741         | 9.534         |